# La Motte-du-Caire

La Palud-sur-Verdon este o comună în departamentul Alpes-de-Haute-Provence din sud-estul Franței. În 1 ianuarie 2022 avea o populație de 544 de locuitori.